# Cyphotilapia
Cyphotilapia là một chi cá trong họ Cichlidae. Trong số các loài cá của chi này có loài cá đầu bò (Cyphotilapia frontosa) được nuôi nhiều để làm cảnh.

## Tổng quan
Tại một số thời điểm, người ta còn nhận định rằng chi này là một đơn loài, với một số biến thể khu vực. Nhưng hiện nay đã có sự bổ sung đáng kể, ít nhất là có 2 loài với một số loài định danh đang được điều tra hoàn thiện là Cá Đầu bò vùng hồ phía Nam – Southern Frontosa hoặc Blue Frontosa Cyphotilapia gibberosa được xác định và mô tả như một loài riêng bởi Takahashi và Nakaya vào năm 2003.
Các chi Cyphotilapia trước đây nằm trong bộ Tripheini gần đây đã được chuyển sang bộ Cyphotilapiini vì sự khác biệt của chúng trong cả môi trường sống và chế độ ăn uống. Những cá thể thuộc bộ Tropheini chủ yếu là ăn cỏ và sống ở vùng nước nông. Nhưng những cá thể cá đầu bò lại sống ở vùng nước sâu 107 m (350 feet) và có chúng ăn cả các loài cá nhỏ khác. Bộ Cyphotilapiini chỉ chứa một chi nhỏ, chúng được tìm thấy ở hồ Tangayika, nhưng với Cyphotilapia Frontosa được giới hạn trong vùng hồ phía bắc và Cyphotilapia giberosa được giới hạn trong phần hồ phía nam.

## Các loài
Hiện hành có hai loại được ghi nhận trong chi này là
- Cyphotilapia frontosa (Boulenger, 1906) (Cá đầu bò) là loài cá đặc trưng của hồ Tanganyika, một trong ba hồ nước lớn nhất của châu Phi.
- Cyphotilapia gibberosa T. Takahashi & Nakaya, 2003